# Synagogue de Schlüchtern (1898-1938)

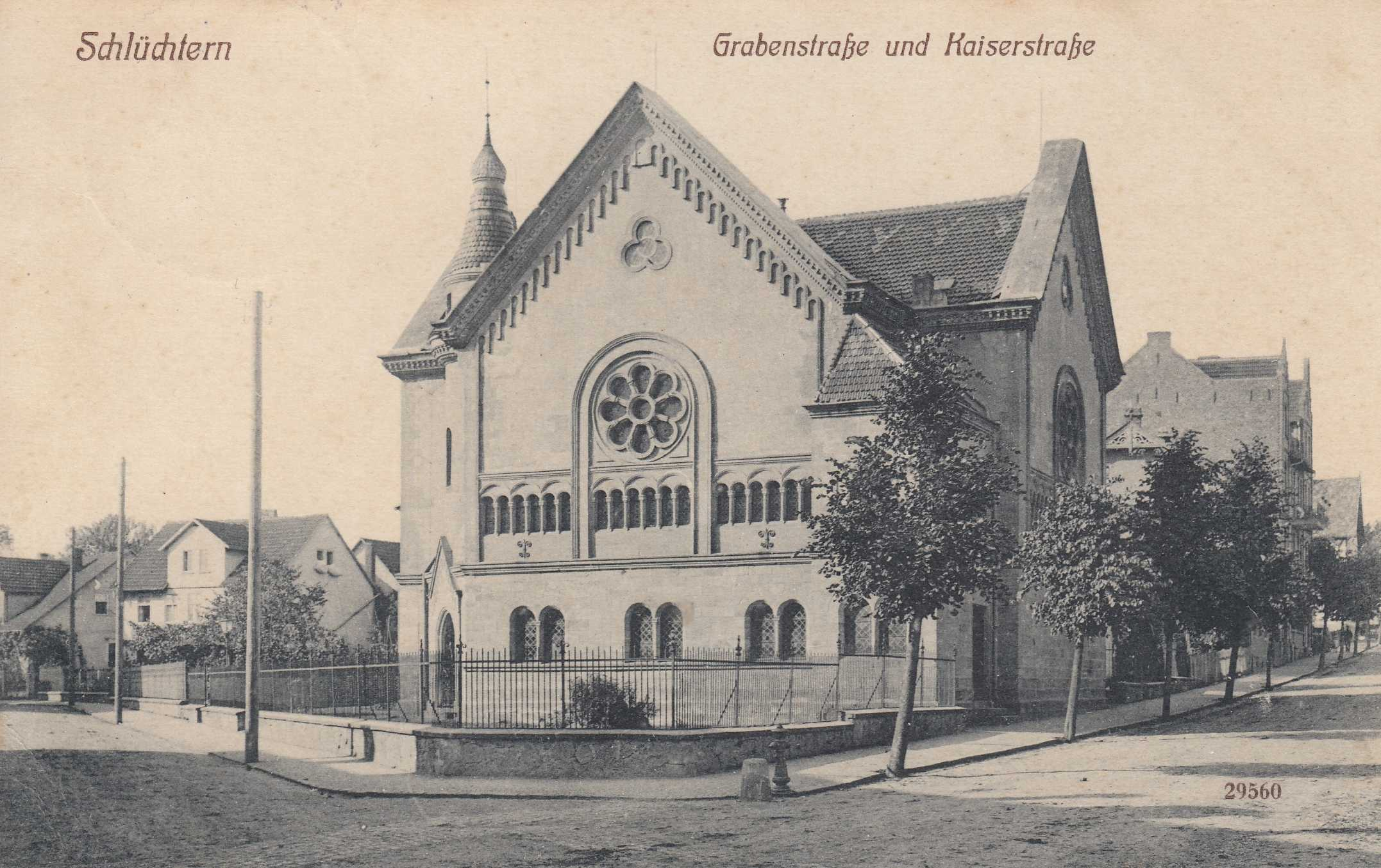
La synagogue de Schlüchtern au début du XX

La synagogue de Schlüchtern, située à l'intersection de la Grabenstraße et de la Weitzelstraße et inaugurée en 1898, a été vandalisée pendant la nuit de Cristal en novembre 1938. Restaurée après la guerre, elle est devenue, en l'absence d'une nouvelle communauté juive, le centre culturel de la ville de Schlüchtern.
Schlüchtern est une ville allemande située dans le land de la Hesse et l'arrondissement de Main-Kinzig. À 70 km au nord-est de Francfort-sur-le-Main, elle compte actuellement un peu plus de 16 000 habitants.

## Histoire de la communauté juive

### La communauté au Moyen Âge
Une importante communauté juive existe déjà à Schlüchtern au Moyen Âge. Les Juifs se sont installés peut-être dans la ville dès le début du XIIIe siècle. En 1235, les 34 Juifs de Fulda, ville située à environ 30 km au nord de Schlüchtern, accusés de meurtre rituel et assassinés par la population chrétienne la veille de Noël, sont enterrés dans l'ancien cimetière juif de Schlüchtern. Au XIVe siècle, plusieurs familles juives fuient Fulda vers Schlüchtern, où elles sont accueillies. Certaines d’entre elles étaient originaires de France ou d’Espagne et du Portugal. Le célèbre ménestrel juif Süßkind von Trimberg protégé par Albert von Trimberg, patron du monastère de Schlüchtern et juge de la ville vient à plusieurs reprises à Schlüchtern, où, selon le Memorbuch (livre de la mémoire) de Schlüchtern (créé en 1694), il est mort et a été enterré dans l'ancien cimetière juif.
Au Moyen Âge, les Juifs vivent également dans la ville voisine de Steinau an der Straße située à 6 km au sud-ouest de Schlüchtern. La zone d'habitation des Juifs se situe dans le secteur du Steinweg. La communauté est anéantie lors de la persécution des Juifs pendant la peste noire en 1349. Par la suite, il n’y a plus de communauté juive dans la région. Seuls quelques survivants reviennent vivre dans la région, principalement à partir de 1496 en s'installant dans le désert de Ratzerod, en bordure de Schlüchtern, où on retrouve la mention d'une école juive, ainsi que d'une petite source ayant servi comme mikvé (bain rituel). Mais la majorité émigre en Pologne. Deux familles séfarades s'installent à Schlüchtern.  

### DuXVIIIesiècleà l'avènement dunazisme
Au XVIIIe siècle, le nombre de Juifs à Schlüchtern va évoluer de 13 familles en 1707 à 33 familles en 1787. Au XIXe siècle, la population juive va croitre rapidement dans la première moitié du siècle avant de ralentir vers la fin du siècle et atteindre 395 personnes en 1905, soit 13,2 % de la population totale de la ville de 2 998 habitants. La communauté juive de Schlüchtern intègre également les quelques Juifs vivant à Elm, hameau situé à 3 km (16 personnes en 1835, 2 en 1861 et 4 personnes en 1905).
La communauté strictement orthodoxe possède les installations suivantes: une synagogue; une école juive (école religieuse, parfois école primaire située à côté de la synagogue); un mikvé (bain rituel) situé dans le bâtiment de l'école; ainsi qu'un puis deux cimetières. Un enseignant est employé pour s'occuper des tâches religieuses de la communauté. Il travaille également comme officiant et comme shochet (abatteur rituel). Parmi les enseignants connus : More Schwarzschild de 1867 jusqu'à 1918; Hes en 1921; A. Berlinger de 1924 à 1928 , avant d'être transféré à l'école primaire juive de Munich au printemps 1929;  Kohn jusqu'en 1930; puis Ludwig Seckbach. 
Au XIXe siècle, Schlüchtern est le siège du rabbinat. Michel Abraham Gabriel est rabbin jusqu'en 1836 et le Dr. Moses Schwarzschild de 1836 à 1874. Son fils More Schwarzschild sera l'enseignant de la communauté pendant plus de 50 ans.   
La revue Der Israelit confirme que la communauté est orthodoxe et n'a pas encore été séduite par la Néologie (judaïsme réformé) à l'instar de nombreuses communautés juives en Allemagne:
« La communauté synagogale locale…compte environ 44 à 46 membres, pour la plupart fortunés, parmi lesquels la Néologie n'a pas encore gagné de terrain. Les magasins sont fermés le jour du sabbat, les sièges de la synagogue sont entièrement occupés et la vie est généralement juive… Deux associations veillent à ce que les visites de malades, les soins infirmiers et les inhumations mortuaires soient dûment pris en compte. La communauté possède une synagogue, un cimetière, des bains publics et des associations caritatives, mais pas d'école… »
Pendant la Première guerre mondiale, la communauté perd au front 10 de ses membres. 
Vers 1924, alors que la communauté juive compte environ 400 personnes, les dirigeants sont Jakob Hirsch Rothschild, président depuis 1903 et David Goldschmidt. Le professeur Berlinger occupe le poste d'enseignant de religion et Wolf Brünn celui de hazzan (chantre) et professeur d'école. 52 enfants sont scolarisés à l'école religieuse. Pour l'année scolaire 1931-1932, il n'y a plus que 36 enfants. La communauté possède plusieurs associations caritatives comme: la Vereinigte Alte und Junge Brüderschaft (Fraternité unie des anciens et des jeunes), dirigée en 1932 par Leo Sichel, et dont le but est de soutenir les nécessiteux et les malades. En 1932, elle compte 70 membres; la Frauenverein e.V. (Association des femmes), dirigée en 1932 par Lea Rothschild, qui aide les personnes dans le besoin; la  Gemeinde-Armenkasse (Fonds communautaire pour les pauvres) fondée en 1910 pour venir en aide aux pauvres migrants, présidée en1932 par Meier Wolf et forte de 60 membres; la Mendelssohn-Verein dont le président est Hugo Wolf Brünn. 
La communauté dépend du rabbinat de district de Hanau. En 1932, les chefs de la communauté sont : Meier Wolf (1er président), Lion Goldschmidt (2e président) et Leo Rothschild (3e président). Ludwig Seckbach est désormais employé comme enseignant et Wolf Brünn continue à occuper le poste de hazzan.

### La communauté sous le Troisième Reich
En 1933, environ 400 Juifs vivent dans la ville. Au cours des années suivantes, de nombreux membres de la communauté juive déménagent vers des grandes villes allemandes ou émigrent en raison de la privation croissante de leurs droits et des représailles. Rien qu'au cours de l'été 1933, 91 personnes quittent Schlüchtern. Sur les 50 personnes environ qui ont pu émigrer, 30 sont partis aux États-Unis, 9 en Angleterre, 6 en Palestine et d'autres aux Pays-Bas et en Afrique du Sud. 
Lors de la nuit de Cristal en novembre 1938, de graves émeutes éclatent dans la ville : la synagogue est profanée et pillées, et les objets rituels incendiés. Le vieux cimetière juif est lui aussi profané. La majorité des hommes de la communauté juive sont déportés pendant plusieurs semaines au camp de concentration de Buchenwald. Fin 1939, on ne compte plus à Schlüchtern que 29 résidents juifs. En 1942 il y en a encore 26 qui sont déportés au camp de concentration de Theresienstadt.
Le mémorial de Yad Vashem de Jérusalem et le Gedenkbuch - Opfer der Verfolgung der Juden unter der nationalsozialistischen Gewaltherrschaft in Deutschland 1933-1945 (Livre commémoratif – Victimes des persécutions des Juifs sous la dictature nazie en Allemagne 1933-1945) répertorient 107 habitants nés, ou ayant vécu longtemps à Schlüchtern parmi les victimes juives du nazisme.
Une plaque commémorative dans l'ancienne synagogue de la Grabenstrasse commémore les Juifs de Schlüchtern décédés pendant la Shoah. 
En 1945, seuls Alexander Kohn, né en 1893 et son épouse Paula, née en 1897 retournent à Schlüchtern dans leur ancien appartement au 34 Obertorstrasse. Ce sont les seuls rapatriés juifs dans tout l'arrondissement de Schlüchtern qui comptait avant 1933 onze communautés juives avec environ 900 membres,

## Évolution de la population juive
| Population juive à Schlüchtern |                           |                 |                      |
| Date                           | Population de Schlüchtern | Nombre de Juifs | Pourcentage de Juifs |
| 1707                           | -                         | 13 familles     | -                    |
| 1753                           | -                         | 90              | -                    |
| 1761                           | -                         | 17 familles     | -                    |
| 1776                           | -                         | 105             | -                    |
| 1787                           | -                         | 33 familles     | -                    |
| 1811                           | -                         | 41 familles     | -                    |
| 1827                           | 1 878                     | 287             | 15,3 %               |
| 1835                           | 2 114                     | 298             | 14,1 %               |
| 1861                           | 2 172                     | 274             | 12,6 %               |
| 1871                           | 2 371                     | 277             | 11,7 %               |
| 1880                           | -                         | 362             | ~14 %                |
| 1885                           | 2 635                     | 372             | 14,1 %               |
| 1895                           | 2 745                     | 375             | 13,7 %               |
| 1905                           | 2 998                     | 395             | 13,2 %               |
| 1933                           | -                         | ~400            | -                    |
| fin 1938                       | -                         | 29              | -                    |
| 1942                           | -                         | 26              | -                    |
| 1945                           | -                         | 2               | -                    |

## Histoire de la synagogue

### L'ancienne synagogue
On ignore si au Moyen Âge, la communauté possédait une synagogue ou une salle de prière.       
Dans la seconde moitié du XVIIe siècle, avant 1671, une synagogue est construite au 33 Obertorstrasse. Il s'agit d'un bâtiment à colombages à deux niveaux, avec un toit en croupe et six grandes fenêtres en plein cintre de 3,40 mètres de haut. La synagogue est rénovée en 1837, en y installant une galerie pour les femmes à l'étage supérieur. Cette synagogue est utilisée jusqu'en 1895.

### Construction de la nouvelle synagogue
L'ancienne synagogue devenant trop petite et ne répondant plus aux besoins de la communauté, une nouvelle synagogue est construite entre 1896 et 1898 dans le quartier de la Grabenstrasse / Weitzelstrasse, à l'emplacement des anciennes douves de la ville qui sont comblées avant la construction. L'architecte Joseph Beitscher de Wiesbaden est choisi comme maître d'œuvre de l'ensemble et Mr Martin de Brückenau comme peintre. Les fonds pour la construction proviennent de dons locaux, mais aussi en provenance d'autres villes allemandes comme de Julius Stern et des héritiers de David Stern de Francfort-sur-le-Main, des Benario et même des frères Ehrlich de Paris. 
L'inauguration a eu lieu les 26 et 27 août 1898. La revue Der Israelit' publie un rapport détaillé de l'inauguration:  
« …Dans l'un des plus beaux quartiers de la ville, entourée de jardins parfumés, la nouvelle synagogue, magnifique à l'extérieur et magnifique à l'intérieur, a été construite dans le style roman ; Au même moment, la construction d'un nouveau bâtiment scolaire avec un appartement pour les enseignants et un mikvé a commencé.
L'inauguration de la synagogue a eu lieu vendredi dernier, le 26 de ce mois, au milieu de grandes festivités et cérémonie. J'ai été témoin d'un véritable sentiment de joie et d'enthousiasme, qui n'a pas seulement éclaté parmi les membres de la communauté locale, mais qui s'est également manifesté par une participation d'une rare ampleur de la part des communautés israélites proches et lointaines, dont les membres se sont déplacés par centaines…Ce qui augmentait encore la joie de la fête, c'est qu'à cette occasion, on a pu constater avec plaisir que la paix et l'harmonie régnaient parmi les concitoyens de la ville et que la « honte du siècle », l'antisémitisme, qui prêche la haine de la foi et de la race, n'avait pas fait son entrée.
L'administrateur du district, le conseiller municipal Roth, les conseillers municipaux ont pris part aux célébrations d'inauguration in corpore avec le bourgmestre, M. Salomon, à leur tête. Ils ont non seulement assisté au service d'adieu dans l'ancienne synagogue et à l'inauguration de la nouvelle maison de Dieu, mais ils ont également participé au défilé. En remettant la clé de la nouvelle synagogue au bourgmestre, Mr. l'administrateur du district, conseiller municipal Roth, a fait l'éloge de la communauté pour la construction de la nouvelle maison de Dieu, qui est un ornement de la ville par sa magnifique beauté, et a appelé à ce que tous les citoyens de la ville bénéficient de la même protection la plus bienveillante…
…la procession et le service de consécration ont produit sur tous les participants une impression considérable dont l'effet noble durera encore longtemps...Mais il faut surtout penser au discours d'adieu et de consécration du rabbin provincial Dr. Koref - que sa lumière brille - de Hanau, qui, en tant que célèbre orateur en chaire, a exprimé le sens de l'acte de consécration avec des paroles profondément ressenties - qui venaient du cœur et pénétraient dans le cœur - d'une manière qui n'a pas manqué de susciter l'enthousiasme sans partage de tous les auditeurs. A la fin de l'office, Mr. l'administrateur du District Roth a exprimé au rabbin son entière reconnaissance et sa satisfaction… »
Le nouveau bâtiment de la synagogue est construit comme un bâtiment de plan centré, d'un seul étage, constitué en partie en moellons de grès rouge, en partie en crépi, caractérisé par des éléments de style néo-roman (rosaces, frises cintrées, etc.). Elle présente un plan symétrique en forme de croix, dont les façades sont presque identiques dans toutes les directions. Toutes sont décorées d'arcades aveugles et d'ornements colorés. Les toits ont la même hauteur de faîte. L'intérieur central est surmonté d'une coupole. Les tours construites aux quatre intersections du plan d'étage sont de différentes hauteurs et ont des formes différentes : rectangulaires, polygonales et rondes. Il y a environ 300 places dans la synagogue (168 pour les hommes, 134 pour les femmes). 
L'intérieur de la synagogue se distingue autrefois par sa sobriété. L'Arche Sainte se trouve à l'arrière, côté jardin. Jusque dans les années 1930, un petit ruisseau coulait encore exactement derrière le bâtiment de la synagogue ; il a été déplacé par la suite.
Pendant quarante ans, la synagogue est le centre cultuel, culturel et social de la communauté juive de Schlüchtern. 

### Profanation de la synagogue
La nuit du 8 au 9 novembre, plusieurs personnes pénètrent secrètement dans la synagogue et la souillent d'urine. Au cours de la journée du 9 novembre, les membres de la communauté juive mettent en sécurité dans le bâtiment de l'école voisine la majorité des objets rituels de la synagogue, y compris les anciens rouleaux de la Torah datant du XVe au XVIIIIXe siècle. Lors de la nuit de Cristal du 9 au 10 novembre 1938, la synagogue est profanée, pillée et son intérieur détruit. Les objets de culte laissés dans la synagogue sont incendiés. Un témoignage de l'époque révèle que: « Le chef de la police Lorenz Wolf a construit un clapier à lapins avec le bois arraché de la synagogue ». C'est grâce à l'intervention rapide de l'ancien propriétaire de l'auberge Zum Löwen, Adam Denhard, commandant des pompiers, qu'au moins l'extérieur de la synagogue n'est pas endommagé et est donc encore conservé aujourd'hui dans sa forme originale}.
Un témoin oculaire a rapporté les faits suivants : « J'ai vu de loin une grande animation à la synagogue, devant laquelle de nombreuses personnes étaient rassemblées. De l'extérieur, je n'ai entendu qu'un grondement bruyant. J'ai appris par mes camarades SS que le chef du groupe local avait donné carte blanche aux Jeunesses hitlériennes pour la destruction de la synagogue. Je n'ai vu que des vitres brisées. La rue était pleine de tessons et d'autres choses brisées.… ». 
Le centre communautaire voisin de la synagogue, dans lequel se trouvent le mikvé (bain rituel), la salle de classe et l'appartement du professeur, est la cible d'autres attaques massives dans la soirée. Le mikvé et les vieux rouleaux de la Torah qui y avaient été cachés sont détruits.  

### La synagogue après 1938
De 1939 à 1945, l'ancienne synagogue sert d'entrepôt. De 1945 à 1946, le bâtiment est restauré sur ordre du gouvernement militaire américain. De 1950 à 1969, une usine de vêtements s'y installe. Lors de sa transformation en usine, un plafond en béton est édifié au niveau de l'ancienne galerie des femmes. De 1970 à 1993, la bibliothèque Weitzel se trouve dans le bâtiment de la synagogue ainsi qu'une salle pour des événements culturels. Depuis l'achèvement de cette rénovation, l'ancienne synagogue fait office de « centre culturel » de la ville. L'espace au rez-de-chaussée sert régulièrement de galerie pour des expositions, des lectures d'auteurs, des conférences et des séminaires. Á l'étage supérieur, des soirées théâtrales, des cabarets ou des concerts classiques sont régulièrement organisés sous le toit en forme de coupole. L'association du cinéma culturel de la ville (Kuki) y exploite un cinéma.
En 1998, le centenaire de la synagogue est célébré par une cérémonie commémorative. Un peu plus tard, un groupe de visiteurs, d'anciens habitants juifs de Schlüchtern, ont placé une mezouzah sur le linteau de la porte d'entrée.En aout 2020, la ville achète la synagogue et la maison voisine du rabbin:
« …Comme indiqué, la ville souhaite acheter la synagogue au défunt propriétaire pour la somme symbolique de 1 euro. La maison voisine du rabbin est à acquérir pour une valeur estimée à 245 000 euros. Si l'on y ajoute les coûts supplémentaires et l'inventaire, les coûts s'élèvent à environ 300 000 euros, qui seront cofinancés par 175 000 euros du programme « Living Centers ». Le contrat devrait être notarié d'ici la fin du mois…
…Le plan est d’utiliser la synagogue comme espace d’archives et d’exposition de la ville. La maison du rabbin doit être louée pour générer des revenus. Le plan initial était également d’y abriter une exposition permanente sur l’histoire juive... »
L'ancienne synagogue au 33 Obertorstrasse, qui servait de débarras dans les années 1960 est démolie en 1978. Une plaque commémorative marque aujourd'hui son emplacement.  
La synagogue transformée en centre culturel

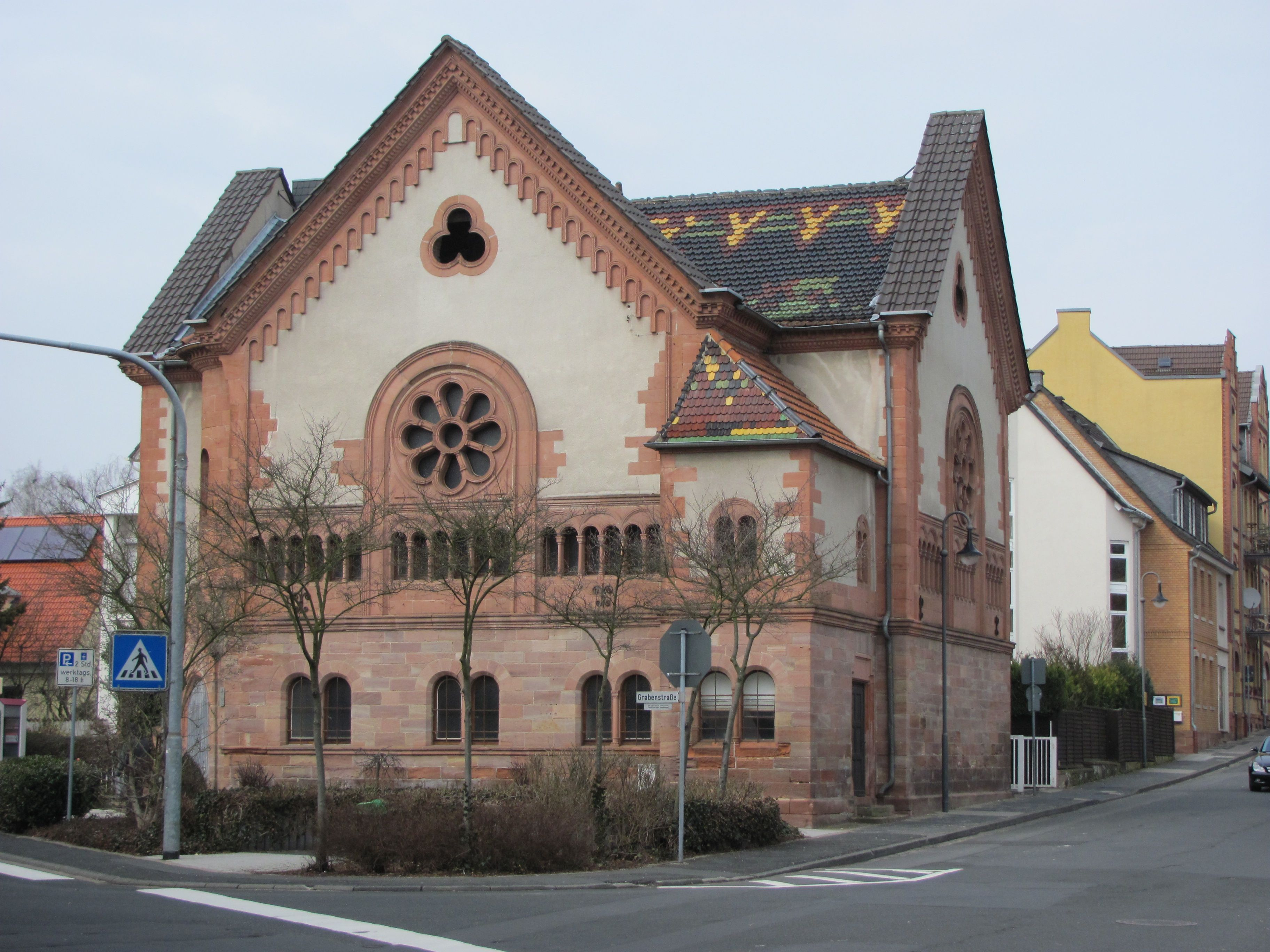
Façade sud de la synagogue
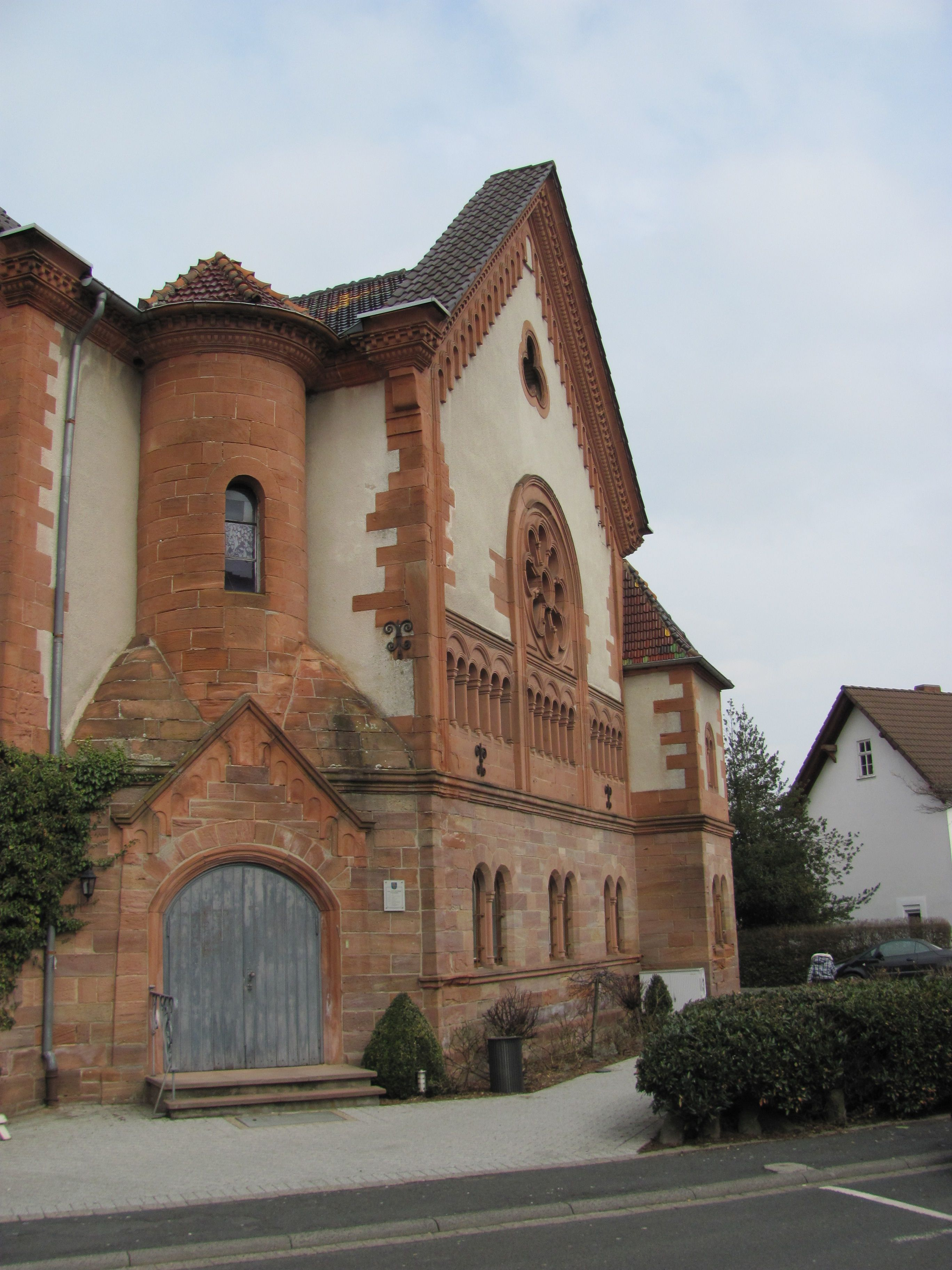
Entrée principale, angle sud-ouest
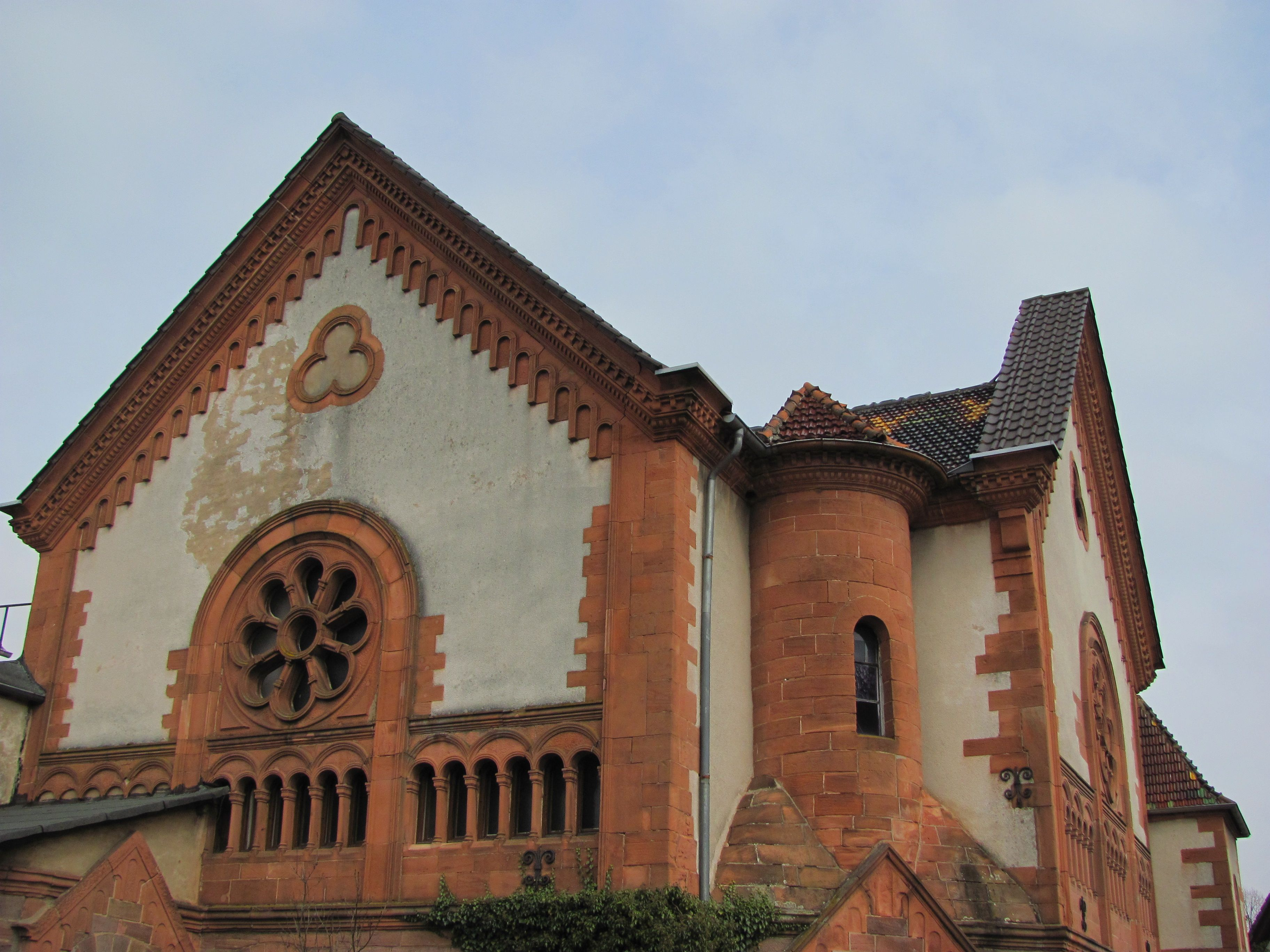
Pignon ouest

### La recherche des coupables de la profanation
Le 7 septembre 1945, Adam Niemann, habitant Schlüchtern, garçon de maison de l'hôtel « Zum Löwen », membre de la SA depuis 1931 se suicide à l'arme blanche. Cet évènement est passé relativement inaperçu à l'époque. 

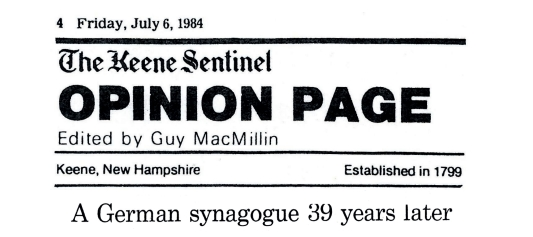
Publication de l'agent spécial Skubik

Près de 40 ans plus tard, un ancien officier du renseignement de l'armée américaine, Stephen J. Skubik, publie un article dans un journal local américain, The Keene Sentinel de la ville de Keene dans le New Hampshire. Dans cet article, en date du 6 juillet 1984, il précise qu'il était en 1945 un agent spécial du CIC (Counter Intelligence Corps) chargé de traquer les criminels nazis. Sa principale préoccupation était de retrouver et d'arrêter les responsables de la profanation de la synagogue de la Grabenstrasse à Schlüchtern. Là, il interrogea plusieurs nazis dont Niemann. D'après Skubik:  « Le nazi a avoué avoir tué quelques Juifs, violé de nombreuses femmes juives, introduit de l’essence dans la synagogue et incendié le lieu de culte. », mais pour lui, ces aveux ne sont pas vraisemblables. Il parait certain que les hommes de la SA de Schlüchtern, responsables de la profanation de la synagogue, ont ordonné à leur camarade naïf de se rendre aux autorités américaines et de prendre toute la responsabilité sur lui-même, et surtout d'admettre que c'est lui seul qui a pris un bidon d'essence et mis le feu à la synagogue. Pour Skubik, les aveux de Niemann, qui est  quelque peu en retard dans son développement ont été influencés par les vrais coupables.